# 5058 Tarrega
5058 Tarrega este un asteroid din centura principală de asteroizi.

## Descriere
5058 Tarrega este un asteroid din centura principală de asteroizi. A fost descoperit pe 28 iulie 1987 la Geisei de Tsutomu Seki. El prezintă o orbită caracterizată de o semiaxă mare de 2,25 ua, o excentricitate de 0,23 și o înclinație de 7,2° în raport cu ecliptica.